# Beaufort-Wes (gemeente)

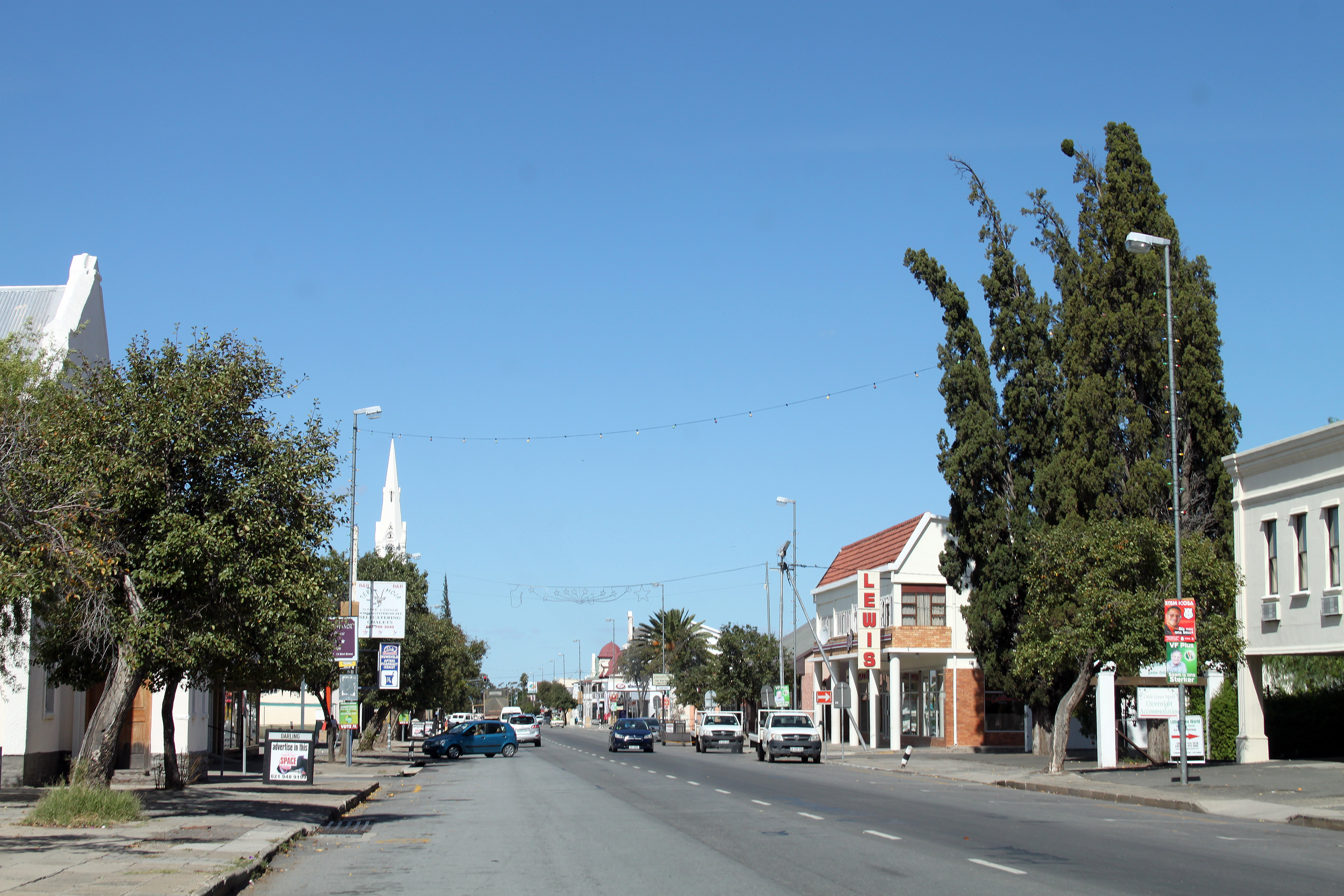
De hoofdstraat van Beaufort-Wes

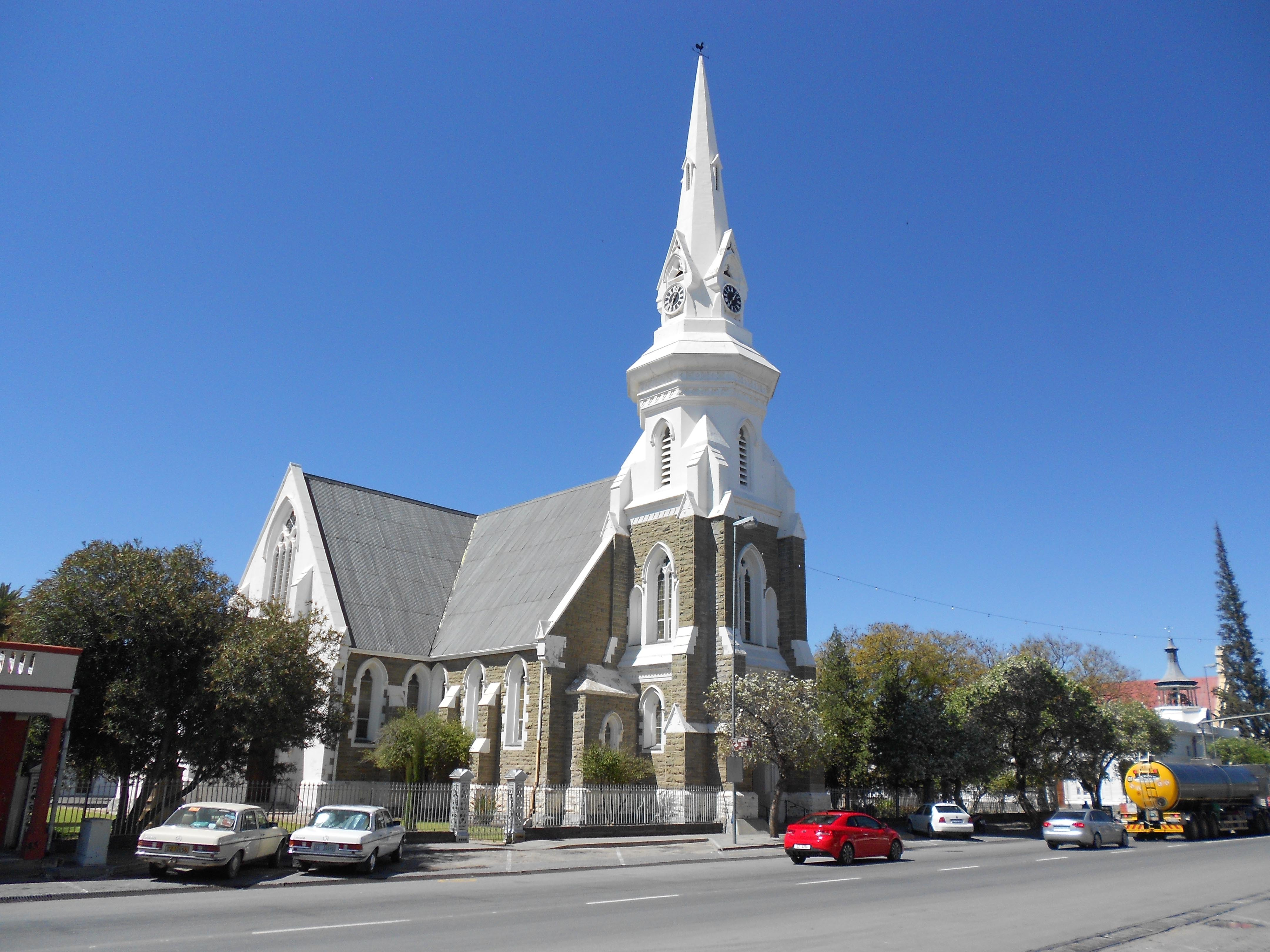
Nederduitse Gereformeerde Kerk

Beaufort-Wes (Afrikaans:Beaufort-Wes Plaaslike Munisipaliteit) is een gemeente in de provincie West-Kaap met 49.586 inwoners.
Beaufort-Wes ligt in de Karoo in het Zuid-Afrikaanse district Sentraal-Karoo. De stad werd in 1818 gesticht en is vandaag de dag het centrum van een landbouwstreek waar onder andere schapen worden gehouden. De nationale wegen N1 en N12 lopen langs de gemeente.

## Cultuur
De Oude Raadzaal van Beaufort-Wes en de Nederduitse Gereformeerde Kerk zijn tot nationale monumenten verklaard. Het plaatselijke museum heeft een verzameling met nalatenschappen van Napoleon Bonaparte in zijn collectie.

## Hoofdplaatsen
Beaufort-Wes is op zijn beurt nog eens verdeeld in vier hoofdplaatsen (Afrikaans: nedersettings) en de hoofdstad van de gemeente is de gelijknamige hoofdplaats Beaufort-Wes.
- Beaufort-Wes
- Merweville
- Murraysburg
- Nelspoort

## Politiek
In Zuid-Afrika werken de lokale verkiezingen met het mixed-member proportional representation systeem waarbij elke kiezer twee stemmen mag uitbrengen, een voor een politieke vertegenwoordiger en een voor een politieke partij. Daarnaast werken de lokale verkiezingen ook met een meerderheidsstelsel waarbij een partij de meerderheid (of een relatieve meerderheid) moet halen om zetels te veroveren. De gemeenteraad van Beaufort-Wes bestaat uit 13 zetels en bij de laatste verkiezingen op 3 augustus 2016 werd de Democratic Alliance de grootste partij met 49% van de stemmen.
| Partij                                     | Stemmen | Zetels |
| Partij                                     | %       | Total  |
| ------------------------------------------ | ------- | ------ |
| Democratic Alliance                        | 49,0%   | 6      |
| African National Congress                  | 42,2%   | 6      |
| Karoo Democratic Force                     | 5,2%    | 1      |
| Economic Freedom Fighters                  | 1,4%    | 0      |
| Freedom Front Plus                         | 0,7%    | 0      |
| Congress of the People                     | 0,5%    | 0      |
| Pan Africanist Congress                    | 0,4%    | 0      |
| Independent Civic Organisation             | 0,3%    | 0      |
| South African Religious Civic Organisation | 0,2%    | 0      |
| Onafhankelijk                              | 0.1%    | 0      |

## Geboren in Beaufort-Wes
- Christiaan Barnard, chirurg die de eerste harttransplantatie uitvoerde
- Elizabeth Maria Molteno, strijdster voor mensenrechten, eind 19e, begin 20e eeuw
- Gert Vlok Nel, dichter en zanger